# Wybrzeże Lassitera

Wybrzeże na mapie Półwyspu Antarktycznego

Wybrzeże Lassitera (ang. Lassiter Coast, hiszp. Costa Lassiter) – część wschodniego wybrzeża Ziemi Palmera na Półwyspie Antarktycznym, pomiędzy Orville Coast i Lodowcem Szelfowym Ronne, a Black Coast.
Granice tego wybrzeża wyznaczają przylądek Adams i przylądek Mackintosh. Północną część odkryła w 1940 roku Amerykańska Służba Antarktyczna, a w 1947 całość sfotografowała z powietrza wyprawa Finna Ronne. Wybrzeże zostało nazwane przez Komitet doradczy ds. nazewnictwa Antarktyki na cześć kapitana Jamesa F. Lassitera z U.S. Air Force, głównego pilota wyprawy Ronne.